# Eduard Strache (Politiker, 1815)
Franz Eduard Strache (* 29. August 1815 in Rumburg, Königreich Böhmen; † 22. Jänner 1894 in Wien) war ein deutsch-böhmischer Kaufmann und Politiker.

## Leben
Strache lebte als Kaufmann in Rumburg. Dort war er von 1850 bis 1855 auch Bürgermeister.
Vom 26. November 1848 (für Ludwig Jordan) bis zum 30. Mai 1849 vertrat er den Wahlkreis Böhmen (Kreis Leitmeritz, Tetschen) in der Frankfurter Nationalversammlung. Im Parlament blieb er fraktionslos und stimmte mit der Linken. Er gehörte zu den Abgeordneten, die gegen die Wahl Friedrich Wilhelms IV. zum Kaiser der Deutschen stimmten.